# Dead and Deader
Série
House of the Dead 2
(2005)
Pour plus de détails, voir Fiche technique et Distribution.
Dead and Deader est une comédie horrifique américaine réalisée par Patrick Dinhut, d'abord diffusée le 16 décembre 2006 sur Sci Fi Channel, puis projetée au cinéma au Royaume-Uni en 2008 et sortie en France le 21 octobre 2017.
Il s'agit du premier film du réalisateur. Initialement, il a été présenté comme la suite de House of the Dead 2 (sorti l'année précédente), annoncée sous le titre House of the Dead III.
Le film a reçu des critiques globalement négatives.

## Synopsis
En mission au Cambodge, une escouade des forces spéciales est attaquée par des zombies.

## Fiche technique
- Titre original : Dead and Deader, ou Dead & Deader
- Titre de travail : House of the Dead III[1]
- Réalisation : Patrick Dinhut
- Scénario : Mark A. Altman, Steven Kriozere
- Musique : Joe Kraemer
- Société de production : Mindfire Entertainment
- Société de distribution : Starz Entertainment
- Pays d'origine :  États-Unis
- Langue originale : anglais
- Genres : comédie, science-fiction, film de zombies
- Durée : 89 minutes
- Dates de sortie :
  - États-Unis : 16 décembre 2006 (télévision), 10 avril 2007 (DVD)[1],[2]
  - Royaume-Uni : 2008 (cinéma)[2]
  - France : 21 octobre 2017
  - [3]

- Film interdit aux moins de 12 ans lors de sa sortie en France.

## Distribution
- Dean Cain : le lieutenant Robert « Bobby » Quinn
- Guy Torry : Judson
- Susan Ward : Holly
- Peter Greene : le docteur Scott
- Ellie Cornell : le docteur Adams
- Kirk B. R. Woller (en) : le major Bascom
- Colleen Camp : Mrs. Wisteria
- Armin Shimerman : le médecin légiste Flutie
- John Billingsley : Langdon
- Natassia Malthe : le docteur Boyle
- Dean Haglund : le gérant des pompes funèbres
- Ho-Sung Pak : « Superstar Merc »

## Production
Dead and Deader a d'abord été annoncé sous le nom House of the Dead III et présenté comme une nouvelle adaptation de la série de jeux vidéo The House of the Dead créée par Sega, suite directe de House of the Dead 2, également scénarisé par Mark A. Altman ; le titre aurait été changé à cause d'un problème de licence[réf. nécessaire].
Dead and Deader est le premier long métrage réalisé par Patrick Dinhut.

## Accueil

### Sortie
La première diffusion de Dead and Deader a eu lieu le 16 décembre 2006 sur Sci Fi Channel ; le film est ensuite sorti en DVD le 10 avril 2007 aux États-Unis, puis en Australie et en Allemagne (sous le nom Dead and Deader – Die Invasion der Zombies), avant une sortie cinéma au Royaume-Uni en 2008,. La version française ne sortira que dix ans plus tard, le 21 octobre 2017.

### Accueil critique
Dead and Deader n'a pas été très bien accueilli lors de sa sortie.
DVD Talk définit le film comme « un mélange entre Blade, 48 Heures et 28 Jours plus tard » et conseille aux « fanatiques du genre hardcore de le louer avant de l'acheter » et aux autres de « l'éviter complètement », même si le film est « plutôt amusant ».
En revanche, Bloody Disgusting est plus enthousiaste et reconnaît que « pour un long métrage à petit budget faisant ses débuts sur Sci Fi Channel, il faut avouer qu'il possède vraiment quelque chose. ».